# Lorenzo Franciosini
Lorenzo Franciosini di Castelfiorentino (Castelfiorentino, hacia 1600; fallecido después de 1645) fue un gramático, lexicógrafo, traductor e hispanista italiano.

## Biografía
Son escasos y poco fiables los datos que se han transmitido sobre la vida de Lorenzo Franciosini. Tras haber habitado un corto espacio de tiempo en Florencia, de la que se declaraba natural, marchó a Siena, donde enseñó italiano y español cerca de la Universidad. Escribió un excelente Vocabolario italiano, e spagnolo (Roma, 1620), que fue muy reimpreso (1638, 1665) e imitado directa e indirectamente en toda Europa y en particular en Francia a causa de la riqueza de su caudal de voces. También escribió una Grammatica spagnuola ed italiana (Venecia, 1624), también reimpresa, y algunas obras en latín: De particulis Italicae orationis […] (Florencia, 1637), Fax linguae Italicae (Florencia, 1638); Compendium facis linguae Italicae (1667). Realizó además una importante traducción del Quijote, la primera en lengua italiana, L’ingegnoso cittadino Don Chisciotte della Mancia (Venecia, 1622, 1º parte; 1625, 2º parte, 1625), las Rodamontate o bravate spagnole (Venecia, 1627) y los Dialoghi piacevoli (Venecia, 1626).